# Попов, Иван Васильевич (художник)
Иван Васильевич Попо́в (1874—1945) — русский и советский живописец, основоположник якутского профессионального изобразительного искусства, краевед, этнограф.

## Биография
Родился 7 мая 1874 года в селе Ытык-Кюёль Таттинского улуса Якутской области в семье священнослужителя Василия Степановича и его жены Капитолины Димитриановны; внук просветителя Димитриана Дмитриевича Попова, брат Пантелеймона Васильевича Попова. Как и его брат, в середине 1930 годов стал членом научно-исследовательского общества «Саха кэскилэ» («Будущее якутов»).
К рисованию интерес проснулся у мальчика ещё в детстве. Он развивался как художник-самоучка, так как учиться живописи в Якутии в то время было не у кого. Его желание писать поддерживал дед Дмитриан Попов. Первоначальное образование Иван получил в Якутской духовной семинарии. С 1891 года служил в разных церквях псаломщиком. В 1900 году преподавал рисование в духовной семинарии, совмещая службу псаломщиком в тюремной церкви. В 1902 году Попов был определён к Холгуминской церкви, затем распоряжением епархиального начальства был направлен на один год в Москву и Петербург обучаться на иконописца.
С 1905 года Иван Васильевич занимался сбором этнографических коллекций для петербургских музеев. Это занятие обогатило его краеведческими знаниями. По большей части его занимали раскопки древних могил и он тщательно описывал эти древние якутские захоронения. Представил в Археологическую Комиссию множество фотоснимков, рисунков и чертежей старинных церквей и памятников Якутской области Российской империи. Открыл в Якутске первую иконописную и художественную мастерскую.
Живописи обучался в Петербурге в студии А. В. Маковского в 1903—1905, 1909—1910 и 1912—1915 годах. Работы И. В. Попова были представлены на выставках изобразительного искусства Якутской АССР (Москва, 1957) и Якутии (Москва, 1963, 2002); на передвижной выставке якутского изобразительного искусства в городах РСФСР (1963—1964) и на выставке произведений художников автономных республик. РСФСР (Москва, 1971). Его персональные выставки были организованы также после смерти художника в 1953, 1974, 1994, 1999 годах в Якутске. В январе 1945 года Ивану Васильевичу было присвоено звание народного художника Якутской АССР.
Его работы представлены в Национальном художественном музее Республики Саха (Якутия), а также в музеях Санкт-Петербурга, Гамбурга, Дрездена и в частных коллекциях.
Умер 8 октября 1945 года.
Его сын Иван является художником, косторезом, скульптором, оформляет книги и занимается этнографической деятельностью.

## Культура
В 2022 году по мотивам жизни Ивана Попова в прокат вышел фильм «Не хороните меня без Ивана».